# یواس‌اس هادسن (دی‌دی-۴۷۵)
یواس‌اس هادسِن (دی‌دی-۴۷۵) (به انگلیسی: USS Hudson (DD-475)) یک کشتی بود که طول آن ۱۱۴٫۷ متر (۳۷۶ فوت) بود. این کشتی در سال ۱۹۴۲ ساخته شد.